# Corb de l'Índia
El corb de l'Índia (Corvus splendens) és una espècie d'ocell de la família dels còrvids (Corvidae) que habita al voltant del medi humà, al Pakistan, l'Índia, Sri Lanka, Bangladesh, sud del Tibet, sud-oest de la Xina, Myanmar, centre de Tailàndia i les illes Maldives i Laquedives.